# Harpalomimetes orbicollis
Harpalomimetes orbicollis is een keversoort uit de familie van de loopkevers (Carabidae). De wetenschappelijke naam van de soort is voor het eerst geldig gepubliceerd in 1995 door N. Ito.